# Konie Valdeza
Konie Valdeza (oryg. Valdez, il mezzosangue) – film z 1973 roku, w reżyserii Johna Sturgesa.

## Obsada
- Charles Bronson jako Chino Valdez
- Jill Ireland jako Catherine
- Marcel Bozzuffi jako Maral
- Vincent Van Patten jako Jamie Wagner
- Fausto Tozzi jako Cruz
- Ettore Manni jako szeryf
- Corrado Gaipa jako Indianin
- José Nieto jako on sam
- Diana Lorys jako Indianin
- Conchita Muñoz jako ona sama
- Florencio Amarilla jako Mały Niedźwiedź